# Antonio Trivulzio (1457-1508)
Antonio Trivulzio (Milão, 18 de janeiro de 1457 - Roma, 18 de março de 1508) foi um cardeal do século XVI.

## Primeiros anos
Filho de Pietro Trivulzio e Laura Bossi. Patrício milanês. Seu primeiro nome também está listado como Giovanni e seu sobrenome como Trivulce. Tio do Cardeal Agostino Trivulzio (1517). Irmão de Teodoro Trivulzio, marechal da França. Outros cardeais membros da família foram Scaramuccia Trivulzio (1517); Antonio Trivulzio, Jr (1557); e Giangiacomo Teodoro Trivulzio (1629).
Na juventude, obteve o doutorado em direito; ingressou nos Cônegos Regulares de Sant'Antonio; e foi conselheiro privado do duque Giovanni Galeazzo de Milão.
Não há informações sobre sua ordenação. Mestre da casa agostiniana de S. Antonio em Milão. Embaixador de Milão em Parma, 1477; e em Roma em 1483. Protonotário apostólico. Auditor da Sagrada Rota Romana.

## Episcopado
Eleito bispo de Como em 27 de agosto de 1487; ocupou a sé até sua morte. Embaixador de Milão em Veneza, 1495. Membro dos Regentes de Milão, 1499. Decano do capítulo da Catedral de São Donaciano de Bruges, entre 1499 e 1502. Alinhou-se com os franceses em sua campanha na Itália. Promovido ao cardinalato a pedido do rei Luís XII da França.

## Cardinalato
Criado cardeal-presbítero no consistório de 28 de setembro de 1500; foi publicado e recebeu o chapéu vermelho em 2 de outubro e o título de S. Anastasia em 5 de outubro de 1500. Senador de Milão, 1500. Chegou a Roma em 3 de setembro de 1503 e participou dos dois conclaves daquele ano: o de setembro, que elegeu o Papa Pio III, e do outubro, que elegeu o Papa Júlio II. Camerlengo do Sagrado Colégio dos Cardeais, 1505 a 1506. Optou pelo título de S. Stefano al Monte Celio, 1º de dezembro de 1505. Optou por outro título, cujo nome não se conhece, 4 de janeiro de 1507.
O Cardeal Trivulzio morreu em Roma em 18 de março de 1508. Sepultado na igreja de S. Maria del Popolo. O cardeal Giangiacomo Teodoro Trivulzio colocou uma inscrição em sua memória em 1654 na terceira coluna do lado esquerdo daquela igreja.